# Chérif Benhabyles
Pour les articles homonymes, voir Benhabiles.
Cherif Benhabylès est un cadi, docteur en droit de l'université, intellectuel et homme politique français, sénateur de Constantine et conseiller général d'Oran de la Quatrième République française puis de la Cinquième. Il est né le 25 décembre 1891 à Chevreul (Algérie) et est mort assassiné le 28 août 1959 à Vichy (Allier).

## Biographie

### Enfance et formation
En 1914, il publie le livre L'Algérie française vue par un indigène, ouvrage politique ayant un point de vue positif sur la colonisation française.

### Carrière politique
Cherif Benhabylès est élu sénateur le 31 mai 1959 pour le département de Constantine actuellement Bani azziz (jijel), en Algérie. Il siégeait au sein de la gauche démocratique.
Il est nommé secrétaire du Conseil de la République le 11 janvier et le 7 juillet 1955,.

### Mort
En 1959, Cherif Benhabylès sait sa vie menacée, mais refuse toute protection. Il est assassiné lors d'une promenade avec un ami le 28 août 1959 à Vichy (Allier), où il était en cure, par deux algériens (ALN). Le président du Sénat, Gaston Monnerville, prononce son éloge funèbre le 6 octobre 1959 en séance publique.

## Distinctions
Cherif Benhabylès est titulaire de la légion d'honneur : 
- Chevalier de la Légion d'honneur en 1927,
- Officier de la Légion d'honneur 1936,
- Commandeur de la Légion d'honneur en 1947.

Décorations coloniales :
- Grand Officier de l'Étoile royale des Comores
- Commandeur de l'Étoile noire
- Commandeur du Ouissam alaouite
- Commandeur du Nichan Iftikhar

## Publications
- Chérif Benhabylès (préf. Georges Marçais), L'Algérie française vue par un indigène, Alger, Imprimerie orientale Fontana frères, 1914, 197 p. (BNF 34135969)
- Chérif Benhabylès, La suppression des pouvoirs juridictionnels des cadis, Constantine, Association amicale des membres des mahakmas d'Algérie, 1925, 16 p. (BNF 31792723)
- Chérif Benhabylès, « Ou en sommes nous ? », Bulletin supplémentaire de l'amicale du personnel des mahakmas de l’algérie du nord,‎ décembre 1931, p. 103
- Chérif Benhabylès, Les âmes frontières[6]